# Thyrogonia hampsoni
Thyrogonia hampsoni là một loài bướm đêm thuộc phân họ Arctiinae, họ Erebidae.